# Primus & the Chocolate Factory with the Fungi Ensemble
Primus & the Chocolate Factory with the Fungi Ensemble è l'ottavo album discografico in studio del gruppo musicale rock statunitense Primus, pubblicato nel 2014.

## Il disco
Si tratta di un rifacimento della colonna sonora del film Willy Wonka e la fabbrica di cioccolato (1971).
Il disco è stato pubblicato nell'ottobre 2014 e segna il ritorno del batterista Tim Alexander che mancava dal disco Tales from the Punchbowl (1995).

## Tracce
1. Hello Wonkites – 2:00 (Leslie Bricusse, Anthony Newley / Primus)
2. Candy Man – 4:25 (Bricusse, Newley / Primus)
3. Cheer Up Charlie – 3:35 (Bricusse, Newley / Primus)
4. Golden Ticket – 5:07 (Bricusse, Newley / Primus)
5. Lermaninoff – 0:04 (Bricusse, Newley / Primus)
6. Pure Imagination – 5:28 (Bricusse, Newley / Primus)
7. Oompa Augustus – 1:41 (Bricusse, Newley / Primus)
8. Semi-Wondrous Boat Ride – 2:35 (Bricusse, Newley / Primus)
9. Oompa Violet – 1:45 (Bricusse, Newley / Primus)
10. I Want It Now – 4:09 (Bricusse, Newley / Primus)
11. Oompa Veruca – 1:39 (Bricusse, Newley / Primus)
12. Wonkmobile – 1:14 (Bricusse, Newley / Primus)
13. Oompa TV – 1:42 (Bricusse, Newley / Primus)
14. Farewell Wonkites – 4:58 (Bricusse, Newley / Primus)

## Formazione
Primus
- Les Claypool - voce, basso
- Larry LaLonde - chitarra, voce in I Want It Now
- Tim "Herb" Alexander - batteria

The Fungi Ensemble
- Mike Dillon - marimba, percussioni
- Sam Bass - violoncello